# Alliantie van Liberalen en Democraten voor Europa
De Alliantie van Liberalen en Democraten voor Europa (ALDE) (Frans: Alliance des Démocrates et des Libéraux pour l'Europe, Engels: Alliance of Liberals and Democrats for Europe) was een alliantie van twee Europese politieke partijen: de Partij van de Alliantie van Liberalen en Democraten voor Europa en de Europese Democratische Partij.
ALDE vormde in 2014 de op drie na grootste fractie in het Europees Parlement met 67 leden uit 21 EU-landen. ALDE was ook vertegenwoordigd in het Comité voor de Regio‘s, in de Parlementaire Vergadering van de Raad van Europa en in de Parlementaire Vergadering van de NAVO.
De fractie van ALDE werd ingesteld in 1994. De fractie was de opvolger van de fractie van de Europese Liberale en Democratische Partij, die van 1994 tot 2004 in het Europees Parlement vertegenwoordigd was geweest. In 2019 ging de fractie van ALDE op in de fractie Renew Europe.

## Geschiedenis

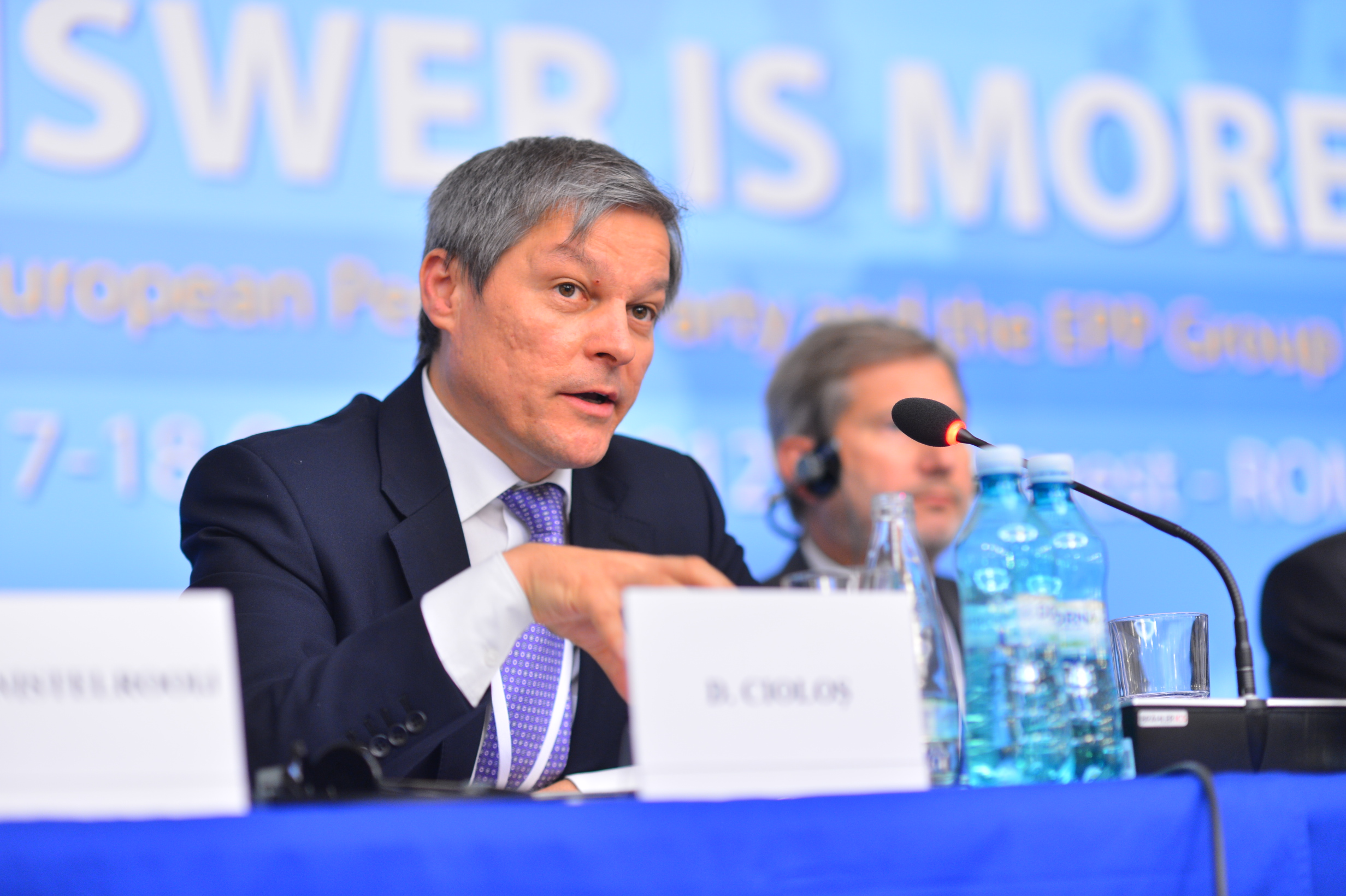
Fractievoorzitter Dacian Ciolos

Tijdens een bijeenkomst van de parlementaire fractie van de Europese Liberale en Democratische Partij op 13 juli 2004 in Brussel, werd een aanbeveling goedgekeurd om samen te gaan in een nieuwe fractie met Europarlementariërs van de Europese Democratische Partij, opgericht door de UDF van François Bayrou, de Litouwse Arbeiderspartij en de Italiaanse Margherita. De twee Europese politieke partijen blijven buiten het Europees Parlement afzonderlijk bestaan. De oorspronkelijk gevormde fractie omvatte 88 leden.
Tijdens de oprichtingsbijeenkomst van de ALDE-fractie, die onmiddellijk na de bijeenkomst van de ELDR plaatsvond, werd Graham Watson, Europarlementariër van de Britse Liberal Democrats, tot fractieleider gekozen. Ook werd er een Programma voor Europa van tien punten aangenomen.
Van 2009 tot 2019 was Guy Verhofstadt fractievoorzitter van ALDE in het Europees Parlement.

## Programma
De ALDE bepleitte een onbevooroordeelde en op de toekomst gerichte benadering van de Europese politiek, bestaande uit een combinatie van individuele vrijheid, een vrije en dynamische bedrijfscultuur, economische en sociale solidariteit en zorg voor de toekomst van ons milieu en voor respect en verdraagzaamheid jegens diversiteit van culturen, religies en talen.
De visie op de EU was er een van een Europa dat zich openstelt voor alle Europese landen die de principes van democratie, de rechtsstaat, mensenrechten en een markteconomie eerbiedigen.
De alliantie zette zich in voor de bevordering van duurzame economische groei, die leidt tot meer en betere banen, meer keuze voor consumenten en meer kansen voor handel en bedrijfsleven. ALDE streefde naar vrijheid, veiligheid en gerechtigheid voor alle Europese burgers, de verdediging van mensenrechten en de bestrijding van alle vormen van discriminatie, teneinde vrede, gerechtigheid en stabiliteit in de wereld te bevorderen en aldus de armoede terug te dringen, en naar samenwerking binnen internationale instellingen. Steun werd gegeven aan de hervorming van Europese instellingen om Europa begrijpelijker, transparanter, ontvankelijker en verantwoordelijker jegens zijn burgers te maken.
 Programma voor Europa van tien punten 
1. Het bevorderen van de vrede door middel van een Unie volgens de federale traditie.
2. De EU tot een mondiale speler maken die de kloof tussen haar economische en politieke dimensie overbrugt.
3. Het opener en democratischer maken van de Europese Unie.
4. Het waarborgen van de fundamentele rechten van alle Europese burgers.
5. Het bevorderen van onderwijs op alle niveaus.
6. Het versterken van het economische beleid na de invoering van de euro.
7. Het uitbannen van fraude en onnodige bureaucratie.
8. Van Europa de wereldleider op het gebied van milieubescherming maken.
9. De globalisering voor iedereen functioneel maken.
10. Een volledige erkenning en versterking van rol van de Europese regio´s zekerstellen.

## Leden

ALDE heeft parlementsleden uit 20 landen (lichtgeel en geel), van wie 14 landen met meer dan één parlementslid (geel).

Landen met volledige (en geassocieerde) leden
Landen met geassocieerde leden

| Land                    | Nationale partij                                             | Europese partij | Zetels         | Zetels         | Zetels |
| Land                    | Nationale partij                                             | Europese partij | 2004           | 2009           | 2014   |
| ----------------------- | ------------------------------------------------------------ | --------------- | -------------- | -------------- | ------ |
| België                  | Open Vlaamse Liberalen en Democraten (open vld)              | ALDE            | 3              | 3              | 3      |
| België                  | Mouvement Réformateur                                        | ALDE            | 3              | 2              | 2      |
| België                  | Mouvement Réformateur                                        | EDP             | -              | -              | 1      |
| Bulgarije               | Nacionalno dviženie za stabilnost i văzhod                   | ALDE            | 2              | 2              | -      |
| Bulgarije               | Dviženie za Prava i Svobodi                                  | ALDE            | 3              | 3              | 4      |
| Cyprus                  | Dimokratiko Komma/Δημοκρατικό Κόμμα                          | geen            | 1              | [ 3 ]          |        |
| Denemarken              | Venstre                                                      | ALDE            | 3              | 3              | 2      |
| Denemarken              | Radikale Venstre                                             | ALDE            | 1              | -              | 1      |
| Duitsland               | Freie Demokratische Partei                                   | ALDE            | 7              | 12             | 3      |
| Duitsland               | Freie Wähler                                                 | EDP             | -              | -              | 1      |
| Estland                 | Eesti Keskerakond                                            | ALDE            | 1              | 2              | 1      |
| Estland                 | Eesti Reformierakond                                         | ALDE            | 1              | 1              | 2      |
| Finland                 | Suomen Keskusta                                              | ALDE            | 4              | 3              | 3      |
| Finland                 | Svenska Folkpartiet                                          | ALDE            | 1              | 1              | 1      |
| Frankrijk               | Mouvement démocrate                                          | EDP             | 7              | 6              | [ 4 ]  |
| Frankrijk               | Alliance Citoyenne pour la Démocratie en Europe              | ALDE            | 3              | -              | -      |
| Frankrijk               | Union des démocrates et indépendants                         | EDP             | -              | -              | [ 4 ]  |
| Frankrijk               | UDI/MoDem/Les Européens                                      | EDP             | [ 4 ]          | [ 4 ]          | 7      |
| Hongarije               | Szabad Demokratak Szövetsege                                 | ALDE            | 2              | -              | -      |
| Ierland                 | Fianna Fáil                                                  | ALDE            | -              | 3              | [ 5 ]  |
| Ierland                 | Marian Harkin (onafhankelijk)                                | EDP             | 1              | 1              | 1      |
| Italië                  | De Democraten (I Democratici)                                | geen            | 9              | -              | -      |
| Italië                  | Italia dei Valori                                            | ALDE            | 1              | 7              | -      |
| Italië                  | Italiani Radicali                                            | ALDE            | 2              | -              | -      |
| Kroatië                 | Istarski demokratski sabor                                   | ALDE            | -              | -              | 1      |
| Kroatië                 | Hrvatska narodna stranka - liberalni demokrati               | ALDE            | -              | -              | 1      |
| Letland                 | LPP/LC                                                       | ALDE            | 1              | 1              | -      |
| Litouwen                | Darbo Partija                                                | ALDE            | 5              | 1              | 1      |
| Litouwen                | Liberalų ir centro sąjunga                                   | ALDE            | 2              | -              | -      |
| Litouwen                | Lietuvos Respublikos Liberalų sąjūdis                        | ALDE            | -              | 1              | 2      |
| Luxemburg               | Demokratesch Partei                                          | ALDE            | 1              | 1              | 1      |
| Nederland               | Volkspartij voor Vrijheid en Democratie                      | ALDE            | 4              | 3              | 3      |
| Nederland               | Democraten 66                                                | ALDE            | 1              | 3              | 4      |
| Oostenrijk              | Liberales Forum                                              | ALDE            | 1              | -              | -      |
| Oostenrijk              | NEOS - Das Neue Österreich                                   | ALDE            | -              | -              | 1      |
| Polen                   | Partia Demokratyczna                                         | ALDE            | 4              | -              | -      |
| Polen                   | Paweł Piskorski (onafhankelijk)                              | geen            | 1              | -              | -      |
| Polen                   | Marek Czarnecki (onafhankelijk)                              | geen            | 1              | -              | -      |
| Portugal                | Partido da Terra                                             | ALDE            | -              | -              | 2      |
| Roemenië                | Partidul Naţional Liberal                                    | ALDE            | 6              | 5              | [ 8 ]  |
| Roemenië                | Mircea Diaconu (onafhankelijk)                               | ALDE            | -              | -              | 1      |
| Slovenië                | Liberalna demokracija Slovenije                              | ALDE            | 2              | 1              | -      |
| Slovenië                | Zares                                                        | EDP             | -              | 1              | 1      |
| Slowakije               | Ľudová strana - Hnutie za demokratické Slovensko             | ALDE            | -              | 1              | -      |
| Slowakije               | Sloboda a Solidarita                                         | ALDE            | -              | -              | 1      |
| Spanje                  | Convergència Democràtica de Catalunya                        | ALDE            | 1              | 1              | 1      |
| Spanje                  | Eusko Alderdi Jeltzalea                                      | EDP             | 1              | 1              | 1      |
| Spanje                  | Unión Progreso y Democracia                                  | ALDE            | -              | 1              | 4      |
| Spanje                  | Ciudadanos                                                   | ALDE            | -              | -              | 2      |
| Tsjechië                | ANO 2014                                                     | ALDE            | -              | -              | 4      |
| Verenigd Koninkrijk     | Liberal Democrats                                            | ALDE            | 11             | 11             | 1      |
| Zweden                  | Folkpartiet Liberalerna                                      | ALDE            | 1              | 3              | 2      |
| Zweden                  | Centerpartiet                                                | ALDE            | 1              | 1              | 1      |
| Zweden                  | Feministiskt initiativ                                       | geen            | 1              | -              | -      |
| totaal ALDE             | totaal ALDE                                                  | totaal ALDE     | 70             | 75             | 55     |
| totaal EDP              | totaal EDP                                                   | totaal EDP      | 17             | 9              | 12     |
| totaal overige          | totaal overige                                               | totaal overige  | 13             | 0              | 0      |
| totaal                  | totaal                                                       | totaal          | 100            | 84             | 67     |
| mutaties na 1 juli 2014 |                                                              |                 |                |                |        |
| Roemenië                | Partidul Naţional Liberal                                    | ALDE            | ALDE           | ALDE           | +1     |
| Portugal                | Partido da Terra/onafhankelijk                               | ALDE/EDP        | ALDE/EDP       | ALDE/EDP       | 0      |
| Slowakije               | Sloboda a Solidarita                                         | ALDE            | ALDE           | ALDE           | -1     |
| Roemenië                | Partidul Naţional Liberal                                    | ALDE            | ALDE           | ALDE           | +1     |
| Frankrijk               | UDI/MoDem/Les Européens/onafhankelijk                        | EDP             | EDP            | EDP            | 0      |
| Letland                 | Centriskā partija Latvijas Zemnieku savienība                | ALDE            | ALDE           | ALDE           | +1     |
| Litouwen                | Tvarka ir teisingumas/Darbo Partija/onafhankelijk            | ALDE            | ALDE           | ALDE           | +1     |
| Spanje                  | Unión Progreso y Democracia/onafhankelijk                    | ALDE            | ALDE           | ALDE           | 0      |
| Roemenië                | Partidul Naţional Liberal/onafhankelijk                      | ALDE            | ALDE           | ALDE           | 0      |
| Roemenië                | Partidul Naţional Liberal/onafhankelijk                      | ALDE            | ALDE           | ALDE           | 0      |
| Denemarken              | Venstre/Radikale Venstre                                     | ALDE            | ALDE           | ALDE           | 0      |
| Spanje                  | Unión Progreso y Democracia/onafhankelijk                    | ALDE            | ALDE           | ALDE           | 0      |
| Spanje                  | Unión Progreso y Democracia/onafhankelijk                    | ALDE            | ALDE           | ALDE           | 0      |
| Litouwen                | Lietuvos Respublikos Liberalų sąjūdis                        | ALDE            | ALDE           | ALDE           | -1     |
| Portugal                | Partido da Terra                                             | ALDE            | ALDE           | ALDE           | -1     |
| Spanje                  | Convergència Democràtica de Catalunya/onafhankelijk          | ALDE            | ALDE           | ALDE           | 0      |
| Kroatië                 | Hrvatska narodna stranka - liberalni demokrati/onafhankelijk | ALDE            | ALDE           | ALDE           | 0      |
| Italië                  | onafhankelijk                                                |                 |                |                | +1     |
| actueel totaal          | actueel totaal                                               | actueel totaal  | actueel totaal | actueel totaal | 69     |